# 沙朗佩
沙朗佩（法語：Chalampé，法語發音：[ʃalɑ̃pe] ⓘ）是法国上莱茵省的一个市镇，位于该省东部，属于米卢斯区。

## 地理
沙朗佩（47°49'14"N, 7°32'28"E）面积4.77 平方千米，位于法国大東部大區上莱茵省，该省份为法国东部内陆省份，是阿尔萨斯的一部分，今与下莱茵省组成了阿尔萨斯欧洲集体，其北临下莱茵省，西接孚日省，西南接贝尔福地区省，东侧沿莱茵河与德国相望，南与瑞士接壤。
与沙朗佩接壤的市镇（或旧市镇、城区）包括：上鲁默赛姆、班策奈姆。
沙朗佩的时区为UTC+01:00、UTC+02:00（夏令时）。

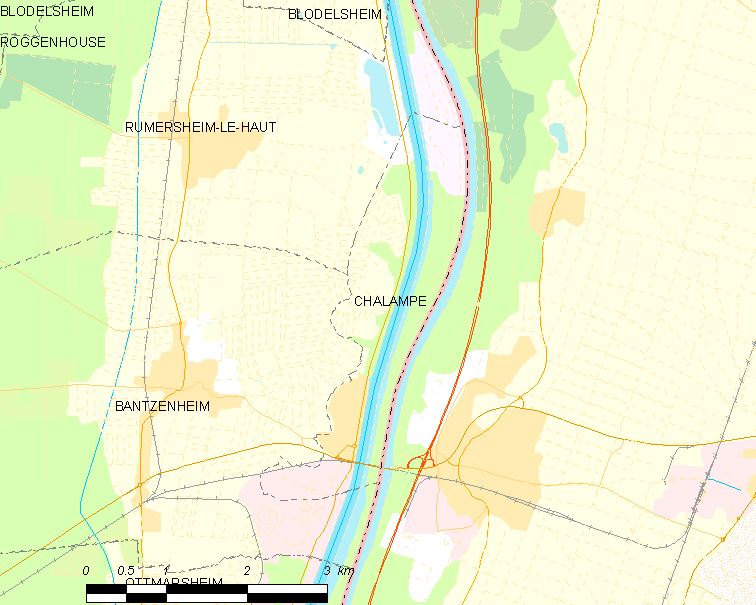
沙朗佩的OSM定位图

## 行政
沙朗佩的邮政编码为68490，INSEE市镇编码为68064。

## 政治
沙朗佩所属的省级选区为里克赛姆县。

## 人口

1962-2008年间沙朗佩人口变化图示

沙朗佩于2022年1月1日时的人口数量为996人。